# Harrisia pomanensis
Harrisia pomanensis és una espècie fanerògama que pertany a la família de les cactàcies.

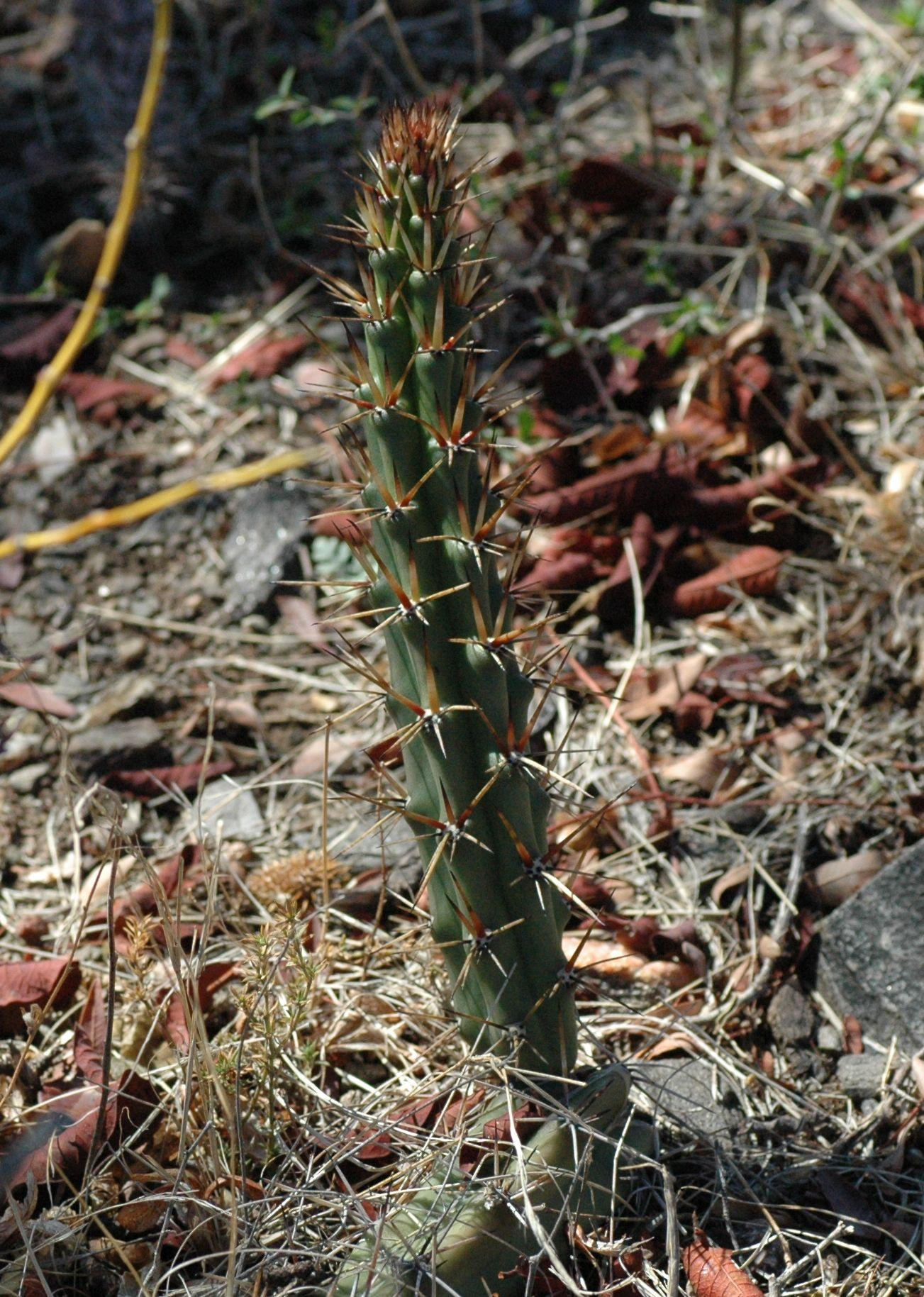
Vista de la planta

## Descripció
Harrisia pomanensis creix, de vegades, de forma arbustiva més o menys vertical, inclinada o ajaguda, de color blau verdós o gris-verd glauc amb un diàmetre de 2-4 centímetres. Té de 6 a 56 costelles disponibles. A les arèoles té espines com agulles, inicialment vermellós a gairebé blanques i més tard gris amb una punta de color negre. L'única espina central és de 1-2 cm de llarg. Les 6 a 8 espines radials assoleixen una longitud de fins a 1 centímetre. Les flors poden fer una longitud de fins a 15 centímetres. Els fruits són vermells esfèrics, i porten algunes escates.

## Distribució
És endèmica de l'Argentina, Bolívia i Paraguai. És una espècie comú que s'ha estès per tot el món.

## Taxonomia
Harrisia pomanensis va ser descrit per (F.A.C.Weber ex-K.Schum.) Britton i Rose i publicat a The Cactaceae; descriptions and illustrations of plants of the cactus family 2: 155, f. 225. 1920.
Etimologia
Harrisia: nom genèric que va ser anomenat en honor del botànic irlandès William Harris, qui va ser Superintendent de jardins públics i plantacions de Jamaica.
pomanensis epítet geogràfic que al·ludeix a la seva localització al Departament de Pomán.
Sinonímia
- Cereus pomanensis (basiònim)
- Eriocereus pomanensis
- Cereus regelii
- Harrisia regelii
- Eriocereus regelii
- Cereus bonplandii
- Eriocereus bonplandii
- Eriocereus polyacanthus
- Eriocereus tarijensis[3]